# Klaus Blasquiz
Klaus Blasquiz (19 de junio de 1950 - París, Francia) es un músico, profesor de artes plásticas, periodista y compositor francés.
Es reconocido principalmente por haber sido el primer cantante de Magma.

## Primeros años
Blasquiz comenzó sus estudios musicales de manera autodidacta. El primer grupo en el que participó se llamó MJC, y duró mientras estudiaba la carrera de Artes en la ciudad de París.
Su primera banda formal, la cual duró muy pocos años fue un grupo de blues denominado Blues Convention junto al guitarrista Richard Pinhas.

## Con Magma
En 1969 con 19 años, y por invitaciòn de Claude Engel, Klaus conoció a Christian Vander que acababa de formar Magma.

Durante una audición en el estudio de Pathé Marconi, la voz de Klaus impresionó tanto a Christian Vander que terminó integrándose un mes después al grupo obteniendo el lugar de cantante principal. Su estilo y su voz contribuyeron definitivamente a la identidad del grupo. Su particular registro de voz capaz de llegar a notas muy graves, y su presencia en el escenario captó la atención del público francés.

Además de su papel como cantante, colaboró como percusionista e ilustró algunas portadas de los álbumes.
Con 1972, bajo el seudónimo de N'Dongo Lumba, participó en dos canciones de la banda sonora de "Tout Le Monde Il Est Beau, Tout Le Monde Est Nice" del director Jean Yanne.
En 1974 cuando el bajista Jannick Top y algunos otros miembros de Magma decidieron abandonar el grupo, Klaus Blasquiz prefirió quedarse, criticando las capacidades de los músicos que se iban. Finalmente, seis años más tarde y luego de la salida de los álbumes álbumes Retrospektïẁ I, II y III, Klaus abandonó el grupo.

## Post Magma
Tras su salida de Magma en 1980, Klaus Blasquiz participó en álbumes de varios artistas de la época como Odeurs, Richard Pinhas, entre otros y en 1986 se unió al Grupo Paga con Bernard Paganotti.
En esta década y en su labor como periodista, comenzó a escribir artículos sobre equipos de sonido en distintas revistas. También comenzó a impartir talleres de canto.
En 1996, creó el grupo de jazz-rock Maison Klaus junto al bajista Laurent Cokelaere y también incursionó en la música brasilera con el grupo Zum-Zum.
En el año 2008, Klaus siendo un gran coleccionista de equipos e instrumentos musicales, creó un museo de sonido en Saint-Denis. Allí puso en exposición distintos sistemas de sonido, consolas, grabadoras, altavoces, amplificadores, sintetizadores, reproductores de discos y casetes, entre otros aparatos.
A partir de 2004 Klaus fue invitado nuevamente por Magma para varios shows que han realizado juntos.
En 2008 y 2009, realizó una gira con Infernal Machina, grupo del ex-Magma Jannick Top.

## Discografía

### Con Magma
- 1970: Magma (relanzado como Kobaïa)
- 1971: 1001° Centigrades
- 1973: Mëkanïk Dëstruktïẁ Kömmandöh
- 1974: Ẁurdah Ïtah
- 1974: Köhntarkösz
- 1976: Üdü Ẁüdü
- 1978: Attahk